# داوود برره
داوود برره یا به اختصار داوود که گاهی او را داوِنه صدا می‌کنند، یکی از معروف‌ترین شخصیت‌های سریال پاورچین است. او آبدارچی شرکتی است که پسرعمویش «فرهاد برره» در آن کار می‌کند و اهل پایین برره برره است.

## خصوصیات
او پایین برره‌ای است؛ پسرعموی فرهاد و همسر گل‌یاسمن بانو. با آنکه ظاهر و شخصیتی ساده دارد اما در واقع یکی از پیچیده‌ترین شخصیت‌های این سریال است. اما پدرش او را راهنمایی می‌کند و داوود موظف است که نقشه‌های پدرش را عملی کند. داوود شخصیتی دوگانه دارد. او یک روستایی است که به شهر آمده و می‌خواهد شهری فکر کند و در عین حال می‌خواهد از همه بکشد، چه مالی و چه موقعیتی. داوود جهت رسیدن به اهداف خود از هیچ کاری رویگردان نیست. در محیط کار تملق و چاپلوسی می‌کرد، دروغ می‌گفت، زیرآب می‌زد، تا حدودی بی‌وجدان است و گاهی فامیل و اطرافیان را دور می‌زد؛ اما سرانجام با مظلوم‌نمایی، موفق می‌شود خود را از مظان اتهام دیگران خارج کند.

## تکیه‌کلام‌ها
- من چیکاره بیدم؟[۱]
- منی ببر[۱]
- نفس من بیده[۱]
- نیناس کومار
- منِ چرا وَزَنی؟
- پاتیمار

## دوستان
فرهاد برره،سپهر مهتابی،سعید هدایتی،وحید،آقای رئیس.